# Wilhelm Schubert van Ehrenberg

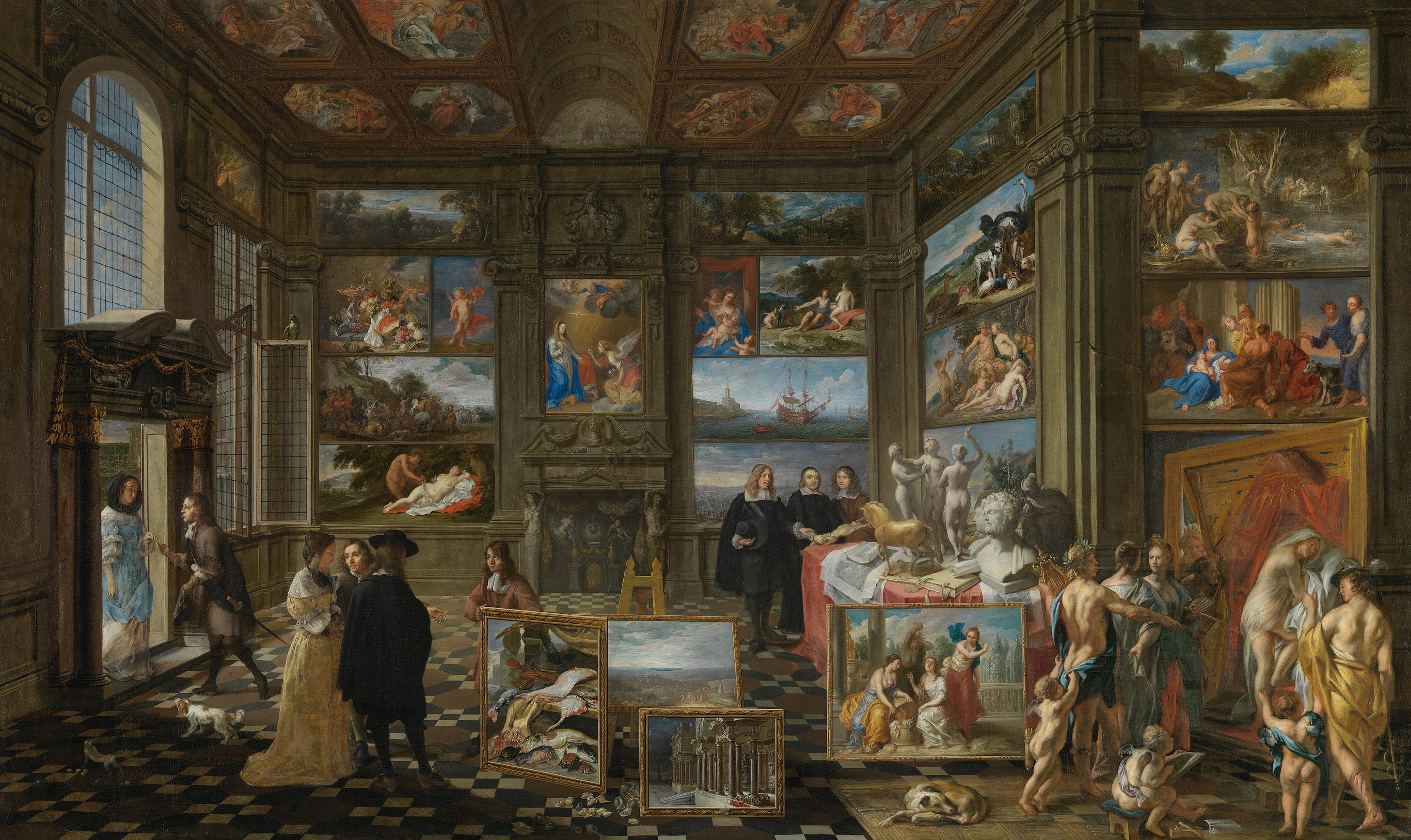
Gabinete de pinturas con el escudo de la Guilda de San Lucas, firmado «W. S. VON EHRENBERG anno 1666», y otras firmas, óleo sobre lienzo, 141 x 263 cm, Múnich, Alte Pinakothek.

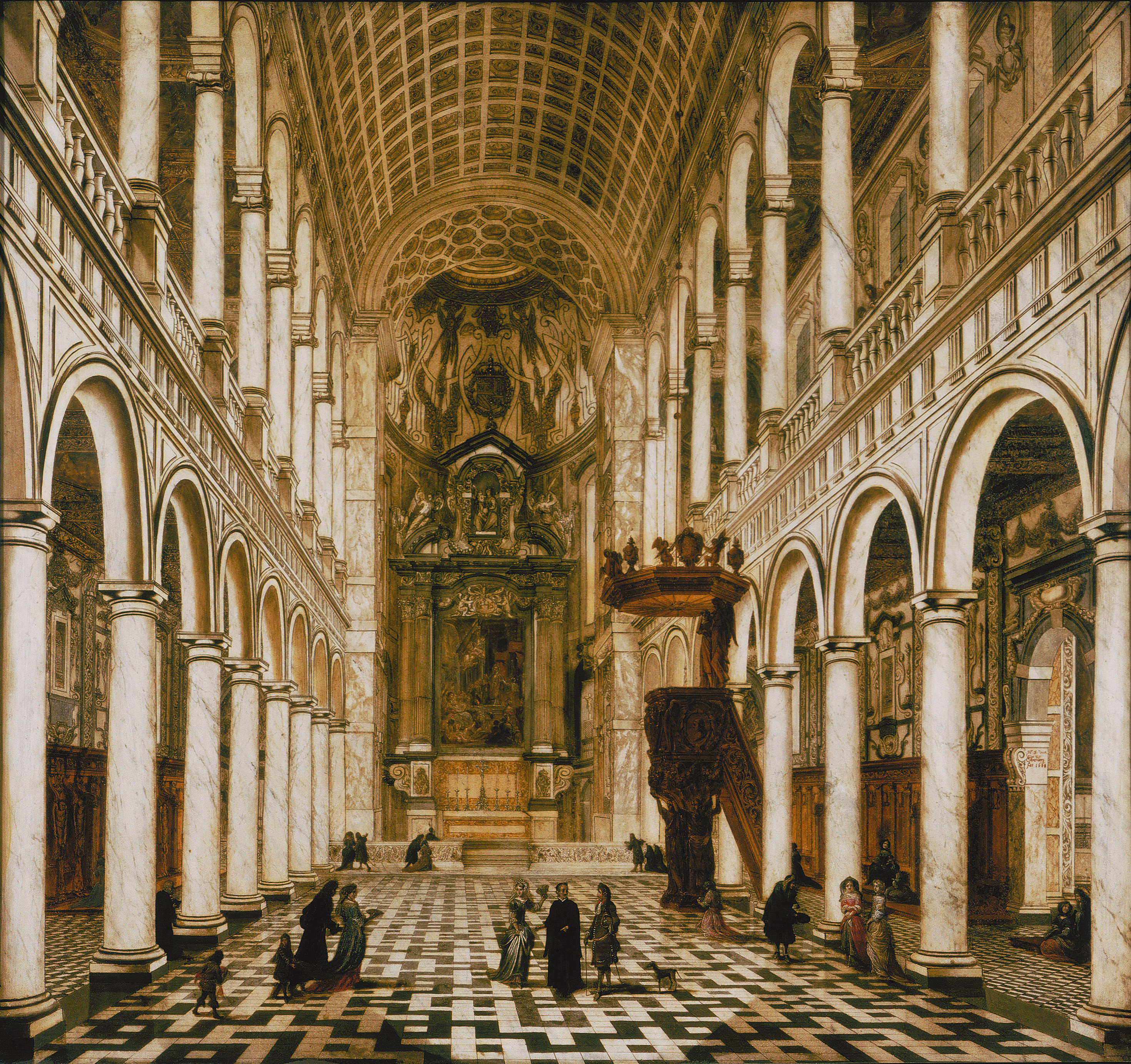
Interior de la iglesia de San Carlos Borromeo en Amberes, 1668, óleo sobre mármol, Amberes, Rubenshuis.

Wilhelm Schubert van Ehrenberg o Willem Schubart von Ehrenberg (Amberes, 1630/1637 - después de 1687) fue un pintor barroco flamenco de origen alemán, especializado en la pintura de perspectivas arquitectónicas, principalmente interiores de iglesias imaginarias y otras arquitecturas fantásticas, además de algún gabinete de pinturas realizado en colaboración con otros maestros.

## Biografía y obra
Activo en Amberes entre 1645 y 1687, fecha de su última obra conocida, no se descarta un posible viaje a Italia, dadas las influencias de Viviano Codazzi que se advierten en su pintura. Fue padre del pintor y escenógrafo Peter Schubart von Ehrenberg, activo en Viena, y maestro del pintor de arquitecturas Jacobus Ferdinandus Saey.
Sus interiores de iglesia, a diferencia de los holandeses contemporáneos, presentan todavía un carácter netamente fantástico y monumental, incluso cuando toma como punto de partida de modelos reales, como sus interiores de la iglesia de los Jesuitas de Amberes (1667, Bruselas, Koninklijke Musea voor Schone Kunsten; 1668, Amberes, Rubenshuis), representada convencionalmente con el acento puesto en la perspectiva tendida en rápido retroceso.
Gonzales Coques, Charles Emmanuel Biset y Hieronymus Janssens, entre otros, se ocuparon de pintar las figuras de sus interiores arquitectónicos y galerías de pinturas. Entre estas, el Gabinete de pinturas con el escudo de la Guilda de San Lucas (1666, Múnich, Alte Pinakothek), aun inscrito en un género característico de Amberes e influido por los gabinetes de David Teniers, presenta rasgos originales, como la convivencia en la misma sala de personajes reales —los aficionados dialogando en torno a los objetos artísticos— y alegóricos —la Pintura y la Poesía con Apolo y Mercurio—, o el hecho de que, a excepción de los casetones del techo, que reproducen los bocetos de Rubens para la iglesia de San Carlos Borromeo de Amberes, las obras representadas, firmadas algunas de ellas por sus autores, no sean copias de obras existentes fuera del lienzo sino pinturas originales. Unos veinte pintores, no todos identificados, podrían haber participado en su composición, entre ellos Jacob Jordaens (Gyges y Candaulus), Pieter Boel, que firma con sus iniciales un bodegón con pescado y otro con Aves y mamíferos, Philips Augustyn Immenraet, autor de algunos paisajes, Jan Cossiers (Diana y Acteón) y Cornelis de Heem.